# Rooftop Prince
Rooftop Prince (hangul: 옥탑방 왕세자; rr: Oktab-bang Wangseja) é uma telenovela sul-coreana exibida pela SBS em 2012, estrelada por Park Yoochun, Han Ji-min, Jeong Yu-mi, Lee Tae-sung, Lee Min-ho, Jung Suk-won e Choi Woo-shik.

## Enredo
Lee Gak é um príncipe da era Chosun que viaja 300 anos no tempo, junto com seus 3 serventes, quando esta investigando sobre a misteriosa morte de sua amada e no futuro descobre uma garota que é exatamente igual a sua amada e agora como irão se adaptar esses 4 homens da era Chosun nos tempos modernos?

## Elenco

### Elenco principal
- Park Yoochun como Yong Tae-yong / Lee Gak
- Han Ji-min como Park Ha / Bu Yong
- Jung Yoo-mi como Hong Se-na / Hwa-yong
- Lee Tae-sung como Yong Tae-moo
- Lee Min-ho como Song Man-bo
- Jung Suk-won como Woo Yong-sul
- Choi Woo-shik como Do Chi-san
- Choi Won-hong como Lee Gak (jovem)
- Jun Min-seo como Park Ha (jovem) / Bu Yong (jovem)
- Kim So-hyun como Se Na (jovem) / Hwa Yong (jovem)

### Elenco de apoio
- Kim Yoo-suk como o rei, pai de Lee Gak
- Choi Won-hong as Lee Gak (jovem)
- Jeon Min-seo como Bu-yong / Park-ha (jovem)
- Kim So-hyun como Hwa-yong / Se-na (jovem)
- Gil Yong-woo como senhor Hong Man-pil, pai de Bu-yong e Hwa-yong e Ministro de Estado Esquerda de Joseon.
- Kyeon Mi-ri como senhora Jeong, mãe de Bu-yong e Hwa-yong
- Song Ok-sook como Gong Man-ok, mãe de Se-na
- Maeng Sang-hoon como Park In-cheol, pai de Park-ha
- Kim Hyung-bum como Hong Nak-hyeon, Bu-yong and Hwa-yong's brother and head of the royal police
- Kang Byul como senhora Mimi
- Guzal Tursunova senhora Becky
- Ban Hyo-jung como presidente Yeo, presidente da Home & Shopping Network e avó de Tae-yong
- Ahn Suk-hwan como Yong Dong-man, pai de Tae-mu
- Park Joon-geum como Yong Seol-hee, tia de Dong-man
- Lee Moon-sik como Pyo Taek-soo
- Na Young-hee como presidente Jang

## Trilha sonora
Rooftop Prince OST Part 1
1. "After a Long Time" ("한참 지나서") por Baek Ji-young
2. "Hurt" ("상처") por Ali
3. "After a Long Time (Instrumental)" ("한참 지나서 (Inst.)")
4. "Hurt (Instrumental)" ("상처 (Inst.)")

Rooftop Prince OST Part 2
1. "A Happy Ending" ("해피엔딩") por Jay Park
2. "A Happy Ending (Instrumental)" ("해피엔딩 (Inst.)")

Rooftop Prince OST Part 3
1. "After a Long Time" ("한참 지나서") por Cho Eun
2. "Even Under the Sky" ("어느 하늘 아래 있어도") por Park Ki-young
3. "Andante" por Jiin
4. "Difficult Love" ("사랑은 어려워") por Twilight
5. "Shine" ("비춰줄께") por Kilgu Bong-gu
6. "After a Long Time (Instrumental)" ("한참 지나서 (Inst.)")
7. "Even Under the Sky (Instrumental)" ("어느 하늘 아래 있어도 (Inst.)")
8. "Andante (Instrumental)"
9. "Difficult Love (Instrumental)" ("사랑은 어려워 (Inst.)")
10. "Shine (Instrumental)" ("비춰줄께 (Inst.)")

## Classificações
| Número de episódios | Data de transmissão original | TNmS Ratings    | TNmS Ratings                 | AGB Ratings     | AGB Ratings                  |
| Número de episódios | Data de transmissão original | Audiência média | Audiência média              | Audiência média | Audiência média              |
| Número de episódios | Data de transmissão original | Em todo o país  | Região Metropolitana de Seul | Em todo o país  | Região Metropolitana de Seul |
| ------------------- | ---------------------------- | --------------- | ---------------------------- | --------------- | ---------------------------- |
| 1                   | 21 de março de 2012          | 8.7%            | 9.7%                         | 9.8%            | 11.3%                        |
| 2                   | 22 de março de 2012          | 12.0%           | 14.0%                        | 10.5%           | 11.7%                        |
| 3                   | 28 de março de 2012          | 10.2%           | 11.2%                        | 11.2%           | 12.3%                        |
| 4                   | 29 de março de 2012          | 11.1%           | 12.9%                        | 11.4%           | 12.7%                        |
| 5                   | 4 de abril de 2012           | 10.9%           | 12.1%                        | 11.2%           | 12.5%                        |
| 6                   | 5 de abril de 2012           | 14.2%           | 16.9%                        | 12.5%           | 14.0%                        |
| 7                   | 12 de abril de 2012          | 12.1%           | 13.5%                        | 12.5%           | 14.2%                        |
| 8                   | 18 de abril de 2012          | 11.6%           | 14.8%                        | 11.4%           | 12.2%                        |
| 9                   | 19 de abril de 2012          | 11.8%           | 13.7%                        | 12.0%           | 13.4%                        |
| 10                  | 19 de abril de 2012          | 11.2%           | 14.3%                        | 10.4%           | 11.9%                        |
| 11                  | 25 de abril de 2012          | 11.6%           | 13.0%                        | 10.6%           | 11.4%                        |
| 12                  | 26 de abril de 2012          | 12.3%           | 13.7%                        | 11.3%           | 12.4%                        |
| 13                  | 2 de maio de 2012            | 11.5%           | 14.1%                        | 10.3%           | 11.1%                        |
| 14                  | 3 de maio de 2012            | 12.0%           | 14.0%                        | 11.6%           | 12.5%                        |
| 15                  | 9 de maio de 2012            | 11.4%           | 13.2%                        | 11.6%           | 13.0%                        |
| 16                  | 10 de maio de 2012           | 12.4%           | 14.5%                        | 12.5%           | 13.8%                        |
| 17                  | 16 de maio de 2012           | 13.8%           | 16.1%                        | 11.8%           | 12.7%                        |
| 18                  | 17 de maio de 2012           | 13.5%           | 16.0%                        | 12.1%           | 12.9%                        |
| 19                  | 23 de maio de 2012           | 15.1%           | 17.3%                        | 12.8%           | 13.8%                        |
| 20                  | 24 de maio de 2012           | 14.9%           | 16.2%                        | 14.8%           | 15.7%                        |
| Média               | Média                        | 12.1%           | 14.1%                        | 11.6%           | 12.8%                        |

## Prêmios
2012 (7th) Seoul International Drama Awards
- Melhor drama coreano
- Melhor ator coreano (Park Yoochun)
- Melhor atriz coreana (Han Ji-min)
- People's Choice (Park Yoochun)

2012 (5th) Korea Drama Awards
- Prêmio de excelência top, Atriz (Han Ji-min)

2012 (1st) K-Drama Star Awards
- Prêmio de excelência, Atriz (Han Ji-min)

2012 (1st) German Remarkable Korean Awards
- Melhor drama coreano
- Melhor ator (Park Yoochun)

2012 SBS Drama Awards
- Prêmio de excelência top, Atriz em especial o drama (Han Ji-min)
- Prêmio de excelência, Actor in a Drama Special (Park Yoochun)
- Prêmio de excelência, Atriz em especial o drama (Jeong Yu-mi)
- Top 10 estrelas (Park Yoochun)
- Top 10 estrelas (Han Ji-min)
- Prêmio de Popularidade (Park Yuchun)
- Prêmio de Melhor Casal (Park Yoochun e Han Ji-min)

2014 (10th) USTv Students' Choice Awards
- Melhor série estrangeira

## Exibição internacional
| País          | Emissora              | Ano                           | Título                                   |
| ------------- | --------------------- | ----------------------------- | ---------------------------------------- |
| Coreia do Sul | SBS                   | 2012                          | 옥탑방 왕세자 - Oktab-bang wangseja      |
| Taiwan        | GTV                   | 2012/2014                     | 屋塔房王世子 - Wu ta fang wang shizi     |
| Taiwan        | ELTA TV               | 2012                          | 屋塔房王世子 - Wu ta fang wang shizi     |
| Hong Kong     | Entertainment Channel |                               | 屋塔房王世子 - Wu ta fang wang shizi     |
| Hong Kong     | TVB Drama 1 e J2      | 2012 (Drama 1) 2013/2014 (J2) | 屋塔房王世子 - Wu ta fang wang shizi     |
| Singapura     | 星和都會台            | 2013                          | 屋塔房王世子 - Wu ta fang wang shizi     |
| Singapura     | MediaCorp Channel U   | 2014                          | 屋塔房王世子 - Wu ta fang wang shizi     |
| Japão         | KNTV                  | 2012                          | 屋根部屋の皇太子 - Yane heya no kōtaishi |
| Japão         | WOWOW                 | 2013                          | 屋根部屋の皇太子 - Yane heya no kōtaishi |
| Japão         | TBS                   | 2013                          | 屋根部屋の皇太子 - Yane heya no kōtaishi |
| Filipinas     | ABS-CBN               | 2013                          | Rooftop Prince                           |
| Indonésia     | Indosiar              | 2013                          | Rooftop Prince                           |
| Malásia       | 8TV                   | 2013                          | 屋塔房王世子 - Wu ta fang wang shizi     |
| Israel        | Viva                  | 2013                          | Rooftop Prince                           |